# Molagavita
Molagavita là một khu tự quản thuộc tỉnh Santander, Colombia. Thủ phủ của khu tự quản Molagavita đóng tại Molagavita Khu tự quản Molagavita có diện tích 191 ki lô mét vuông. Đến thời điểm ngày 28 tháng 5 năm 2005, khu tự quản Molagavita có dân số 8145 người.